# Алваро Урибе
Алваро Урибе Велес (на испански: Álvaro Uribe Vélez) е колумбийски политик и адвокат, президент на Колумбия в периода от 7 август 2002 до 7 август 2010 г.

## Биография

### Произход и образование
Алваро Урибе е роден в семейството на Алберто Урибе, богат земевладелец, като най-голямо от петте деца в семейството. Дипломира се в гимназията в родния Меделин с пълно отличие през 1970, а след това завършва и право в Университета на Антиокия.
През 1983 при опит за отвличане баща му е убит от членове на терористичната организация ФАРК.

#### Политическа кариера
Политическата си кариера Урибе започва през 1977, когато става главен секретар на Министерството на труда. В периода 1980 – 1982 е директор на Гражданската авиация, а след това става и кмет на Меделин за няколко месеца. Става член на една от двете традиционни партии в Колумбия – Либералната, и в периода 1986 – 1994 е сенатор в парламента.
През 1995 е избран за губернатор на департамента Антиокия. Печели популярност с проекта си CONVIVIR – създаване на въоръжени групи от населението с цел защита от партизанските групировки и наркотрафикантите. По негово време броят на отвличанията в департамента намаляват с 60%, но така се изостря и конфликтът му с ФАРК.

#### Президент
Малко преди президентските избори през 2002 Урибе напуска Либералната партия и използвайки кризата в политическото доверие към традиционните партии създава движението „Колумбия – преди всичко“. С позицията си на борец срещу наркомафията и партизанските групировки Урибе печели изборите още на първи тур с 53%.
По време на управлението си Урибе разширява проекта си CONVIVIR в цялата страна и започва да преследва безмилостно левите радикални групировки. Твърдият му подход дава резултат и за една година броят на убийствата намалява от 35 на 15 хиляди, а този на отвличанията от 3 хиляди на хиляда.
С помощта na близкия си съюзник Джордж Буш започва и борба с наркотрафикантите. В периода 2002 – 2006 Колумбия получава над 3 милиарда $ помощи от САЩ, които използва главно за закупуване на военна техника и обучение на специални сили за борба с наркомафията.
На изборите през 2006 Урибе печели безпрецедентните за Колумбия 62,2% и става президент за втори мандат.